# Gevangen
Gevangen (Under The Dome) is een roman van Stephen King uit 2009. Het gaat over een dorp dat gevangen wordt gehouden door een mysterieuze koepel. King deed in 1976 al een poging om de roman te schrijven, maar gaf dit op. Voor het boek was namelijk erg veel onderzoek nodig. Pas jaren later durfde King het aan de roman te gaan schrijven. Het boek is opgedragen aan zijn in 2008 overleden vriend, Surrendra Patel. Het boek heeft 973 of 1056 bladzijden (afhankelijk van de uitgave).

## Inhoud
Op 21 oktober (later aangeduid als Dome Day) wordt de gemeente, Chester's Mill, van de buitenwereld afgesneden door een ondoordringbare, onzichtbare energiekoepel. De koepel volgt de gemeentegrenzen en is ongeveer 14 km hoog. Ook onder de grond zet de koepel zich tot op onbekende maar zeer grote diepte voort. De koepel is semi-permeabel en laat zeer spaarzaam lucht en water door. Geluid plant zich ongehinderd voort door de koepel. Door de koepel regent het niet meer in Chester's Mill, droogt de rivier op, wordt de lucht steeds slechter, en wordt het door een broeikaseffect zomers heet. Smog, roet en vuil hechten zich aan de koepel waardoor deze geleidelijk aan steeds smeriger wordt en de lucht verduistert. Wie de koepel aanraakt ervaart een elektrische prikkel, en elektrische apparatuur gaat kapot of ontploft in de nabijheid van de koepel.
Dit leidt tot veel dodelijke ongelukken. Auto's verongelukken dodelijk wanneer ze tegen de koepel botsen. Een sportvliegtuigje waarin burgemeestersvrouw Claudette Sanders vliegles krijgt, botst tegen de koepel en stort neer. Vogels botsen tegen de koepel en breken hun nek, waardoor de gemeentegrens gemarkeerd wordt door vogellijkjes. De koepel klieft zelfs dieren en mensen die op de gemeentegrens staan in twee. De koepel snijdt stroomkabels door waardoor de mensen zich met op propaan lopende noodaggregaten moeten behelpen.
Een van de getuigen is Dale 'Barbie' Barbara, een oud-militair. Barbara wil de stad verlaten na een ruzie met de zoon van de eerste wethouder, maar dat wordt door de koepel belet.
Deze eerste wethouder is James Rennie, een machtswellusteling met duistere praktijken. Rennie heeft de burgemeester Andy Sanders in zijn macht en in feite bestuurt hij dus al jaren Chester's Mill. Na de dood van zijn vrouw Claudette is Sanders volledig kapot van verdriet, en als was in Rennie's handen. De tweede wethouder Andrea Grinnell is verslaafd aan pijnstillers die ze uit Sanders' apotheek moet betrekken, waardoor Rennie via Sanders ook haar in zijn macht heeft. Ze beseft dit en probeert af te kicken, waardoor ze door zware ontwenningsverschijnselen gaat.
Ook na het vallen van de koepel begint Rennie meteen met leiding geven en ontwikkelt zich tot een dictator. Duke Perkins, de politiecommandant, overlijdt wanneer zijn pacemaker in zijn borst ontploft wanneer hij te dicht bij de koepel komt. Hierdoor is de laatste persoon die Rennie in toom had kunnen houden weggevallen.
Rennie benoemt de aan hem toegewijde agent, Peter Randolph tot commandant van de politie. Ook benoemt hij zijn zoon, Junior, en zijn gewelddadige vrienden tot agenten van het korps. Uiteindelijk breidt hij de politie geleidelijk uit tot een paramilitair korps van 50 manschappen. Dit zorgt voor ingrijpende veranderingen. Het korps gaat ruw en zelfs illegaal te keer, maar hier wordt niets aan gedaan. Verder laat Rennie al het propaan stelen en verbergen, omdat iedereen dit nodig heeft voor de noodstroomaggregaten en hij hiermee dus een potentieel machtsmiddel heeft.
Barbara wordt weer in legerdienst genomen en moet naar de bron van de koepel zoeken. Hij steelt een geigerteller en geeft drie slimme dorpskinderen de opdracht om hiermee de bron van de koepel te zoeken.
Het leger wil sterke raketten op de koepel afvuren om deze te doorbreken. Dit mislukt echter. Een latere poging met een sterk bijtend zuur mislukt ook. De president geeft Rennie daarom opdracht Barbara (vanwege zijn militaire verleden) te benoemen tot tijdelijke commandant van Chester's Mill. Rennie weigert dit, aangezien de mensen buiten de koepel toch niets kunnen doen. Hij beseft echter wel dat hij Barbara moet uitschakelen. Als dominee Coggins dreigt uit de school te klappen over Rennies drugshandel, vermoordt Rennie hem. Samen met Junior, die al twee meisjes heeft vermoord, besluit hij een val op te zetten voor Barbara: ze gaan hem de schuld van de moorden in de schoenen schuiven. Junior breekt bij Barbara in en steelt zijn legerplaatjes die hij als 'bewijs' bij de lijken legt, om hem te beschuldigen.
Barbara voelt dat Rennie hem zal proberen uit te schakelen. Daarom zoekt hij bondgenoten (krantredactrice Julia Shumway, arts Eric Everett). Ook gaat hij naar Brenda Perkins, de weduwe van wijlen de politiecommandant. Zij vertelt hem over het onderzoek dat commandant Perkins deed naar Rennie, naar zijn duistere handeltjes, maar het onderzoek is nog onvoltooid. Barbara vraagt haar het dossier daarover in een gesloten envelop naar Shumway te brengen, welke envelop Julia alleen mag openen wanneer hem of Brenda iets overkomt. Rennie meteen met het volledig dossier te confronteren zou te gevaarlijk zijn.
Rennie sluit de supermarkten van Chester's Mill en zet iedereen op rantsoen. Dit veroorzaakt opstandigheid bij de burgers. Deze opstandigheid wordt nog een aangewakkerd door helpers van Rennie (die zo het harde optreden van zijn korps wil rechtvaardigen). Zo ontstaat er een rel bij een supermarkt, die vervolgens geplunderd wordt. Tezelfdertijd is Brenda op weg naar Shumway, maar kan haar niet vinden, en brengt daarom het dossier naar Andrea Grinnell, de tweede wethouder. Daarna gaat ze op zoek naar Romeo Burpee, met wie ze voor de veiligheid samen naar Rennie wilde gaan, maar kan ook hem niet vinden. Ze besluit alleen naar Rennie te gaan en confronteert hem met hetgeen ze weet. Als Brenda weg wil gaan vermoordt Rennie haar echter (dit kan hij ongemerkt doen, veel inwoners zijn bij de rellen) en zorgt ervoor dat Barbara hier ook van beschuldigd kan worden.
Barbara wordt diezelfde dag nog opgepakt voor de moorden en opgesloten. Shumways krant pleit voor hem. Daarom geeft Rennie twee agenten de opdracht het kantoor van haar krant plat te branden en schuift de schuld op handlangers van Barbara. De kinderen denken iets gevonden te hebben met de geigerteller en waarschuwen Rusty Everett. Deze ontdekt de bron van de koepel: een klein, onbeweeglijk kastje, waarschijnlijk van buitenaardse afkomst. Personen die dicht bij het kastje komen krijgen visioenen over Halloween. Dit wekt de indruk dat er op die dag iets ergs zal gebeuren onder de koepel.
Twee agenten twijfelen aan Barbaras schuld en doen samen met Everett onderzoek bij de lijken. Ze komen niet alleen tot de conclusie dat Barbara waarschijnlijk onschuldig is, maar ook dat Rennie wellicht de dader was. Daarom verzamelen ze een groep tegenstanders van Rennie en richten een verzetsgroep op. Twee verzetsmensen zullen die avond naar de gevangenis gaan om Barbara te bevrijden. Als Everett Rennie wil confronteren met wat hij weet, wordt hij opgepakt en opgesloten wegens medeplichtigheid met Barbara.
Die avond is echter ook Junior Rennie aanwezig. Junior heeft een hersentumor waardoor hij aan zware hoofdpijnen lijdt, niet meer goed kan zien en hallucinaties krijgt. Hij meent dat Barbara hem heeft vergiftigd en wil hem vermoorden. Junior gaat naar de gevangenis, schiet de aanwezige agenten dood en wil dan Barbara en Everett vermoorden. Hij wordt echter bijtijds doodgeschoten door de bevrijders. Everett en Barbara worden bevrijd en naar de schuilplaats van de verzetsstrijders gebracht. Tezelfdertijd is er een gemeentevergadering. Grinnell, inmiddels afgekickt, had het dossier gelezen en wilde de inhoud bekendmaken aan de aanwezigen. Er ontstond echter een rel die onder andere Grinnell het leven kostte.
Rennie wil het propaan dat in zijn geheime drugsfabriek staat weghalen. De fabriek wordt bewaakt door Phil Bushey de verslaafde chemicus, en Andy Sanders, de burgemeester, die zich bij hem heeft aangesloten. Zij willen het propaan, nodig voor de productie van methamfetamine, niet afstaan. Rennie stuurt een groep agenten naar de fabrieksschuur om hen het propaan afhandig te maken. Dit gebeurt tijdens de dag dat inwoners van Chester's Mill hun geliefden bij de koepel kunnen zien. Sanders en Bushey verdedigen het propaan heldhaftig. Als ze bijna het onderspit delven blazen ze de fabrieksschuur op. De explosie heeft een enorme brand als gevolg die heel Chester's Mill verwoest en de meeste mensen het leven kost. Achthonderd personen worden levend verbrand terwijl ze bij de koepel staan. Anderen sterven in hun huizen, of sterven op de vlucht voor het vuur. Slechts 397 personen in het gespaard gebleven noordoostelijk deel van de gemeente overleven de brand, maar het vuur heeft alle zuurstof in de koepel verbruikt. Na enkele uren zijn ze allemaal, op 32 personen na, gestikt.
Rennie en zijn adjudant Carter gaan naar de schuilkelder onder het gemeentehuis. Als het propaan daar echter op begint te raken wil Carter Rennie vermoorden om te overleven. Rennie weet hem om de tuin te leiden en vermoordt hem tijdig. Als Rennie de schuilkelder wil verlaten krijgt hij een hartaanval en sterft.
De overlevenden gaan naar de rand van de koepel. De lucht in Chester's Mill is giftig geworden omdat het vuur alle zuurstof heeft opgebruikt en er grote hoeveelheden voor de drugsproductie bestemde chemicaliën verbrand zijn. Daarom wordt er, door het leger, met grote ventilatoren verse lucht tegen de koepel geblazen. Maar door de (inmiddels zwaar beroete) koepel komt maar een klein beetje lucht binnen waardoor ze het nooit lang uit zullen houden.
De overlevenden die het kastje hebben aangeraakt hebben de makers gezien en beseffen echter het doel van de koepel. De buitenaardsen zijn kinderen en voor hen is de koepel speelgoed, waarmee ze de mensen gevangen kunnen houden en observeren, als mieren in een formicarium. Zij bevinden zich in een 'grotere' realiteit en voor hen zijn mensen niet meer dan insecten. Ook worden vergelijkingen getrokken met kinderen die mieren verbranden onder een vergrootglas of vliegen de vleugels uittrekken. Kinderen beseffen echter vaak niet dat ze de dieren pijn doen en houden ook op met dergelijke spelletjes wanneer ze zich dit realiseren of wanneer anderen hen dit vertellen. Maar mensen zijn geen mieren en kunnen wellicht zelf de buitenaardsen ervan overtuigen de koepel op te heffen.
Daarom gaan Barbara, Shumway en Sam Verdreaux naar het kastje om de mysterieuze makers van de koepel, als laatste poging, om genade te smeken. Hiervoor ademen ze lucht uit autobanden in die niet vervuild is. Shumway raakt het kastje aan en krijgt een van de buitenaardse kinderen te zien. Ze smeekt om genade en weet het kind te overtuigen de koepel op te heffen. De koepel wordt opgeheven en de overlevenden verlaten Chester's Mill, op het nippertje.

## Personages
Dale 'Barbie' Barbara - Een ex- luitenant die zich in Chester's Mill heeft gevestigd als kok in het plaatselijke restaurant, Sweetbriar Rose. Door toedoen van Angie McCain raakt Barbara in problemen met haar vriendje, Frank DeLesseps, en zijn vrienden. Omdat een van die vrienden Junior Rennie is krijgt Barbara problemen met diens vader Grote Jim Rennie, die eist dat Barbara wordt gearresteerd, 'het maakt niet uit waarvoor'. Barbara wil het dorp daarom verlaten maar kan dit niet door de koepel. Als de koepel is gevallen wordt Barbara terug in dienst genomen en benoemd tot kolonel, met als taak: het vinden van de bron die de koepel opwekt. Hij wordt echter voortijdig opgesloten voor moord en dreigt geëxecuteerd te worden. Door een waar pandemonium, veroorzaakt door Andrea Grinnell, interesseren de agenten zich niet veel meer in dat Barbara en Rusty Everett gevangen zitten. Junior Rennie vindt Barbara en schiet hem bijna dood. Barbara wordt gered door Jackie Wettington. Barbara overleeft de grote brand van Andy Sanders en als de koepel opgeheven wordt verlaat hij het dorp met de andere overlevenden. Barbara heeft de rest van zijn leven nachtmerries over de koepel, de brand van Sanders en Junior Rennie.
James 'Grote Jim' Rennie - De eerste wethouder van Chester's Mill, in het dagelijks leven tweedehands autohandelaar. Door zijn grote invloed op de burgemeester is hij in feite de gene die Chester's Mill bestuurd. Als de koepel het dorp insluit besluit Rennie zijn macht uit te breiden. Hij stelt een bruut politiekorps samen en gebruikt Dale Barbara als zondebok voor al het slechte wat er gebeurt. Rennie heeft enkele duistere handeltjes (crystal methproductie en -verkoop, verduistering, woekerrentes heffen op autofinancieringen), en gaat over lijken om deze geheim te houden. Als zijn opslagplaats voor drugs en propaan ingenomen wordt door twee voormalige bondgenoten, Andy Sanders en Phil Bushey, besluit hij ze er met geweld uit te laten zetten. Deze operatie loopt zo uit de hand dat er een enorme, verwoestende brand in Chester's Mill ontstaat. Rennie vlucht hierbij met zijn adjudant naar de schuilkelder onder het gemeentehuis. Als zijn adjudant hem wil vermoorden om zo zuurstof te besparen weet Rennie hem te misleiden en zelf te vermoorden. Uren later denkt Rennie stemmen van doden te horen en wil hij de schuilkelder uitvluchten. De lucht buiten de kelder is zo giftig dat hij een hartaanval krijgt. Rennie wil terug naar de schuilkelder maar blijft tussen de deur klemmen en overlijdt.
Andy Sanders - De apotheker en burgemeester van Chester's Mill. Sanders is een goedzak die Rennie in alles gehoorzaamd, waardoor hij eigenlijk maar een van Rennies marionetten is. Ook is hij betrokken bij diens drugshandel. Met de komst van de koepel verliest Sanders in een hoog tempo zijn vrouw en zijn dochter. Sanders wordt hierdoor nog makkelijker te manipuleren dan anders. Hij wordt zo depressief dat hij zelfmoord wil plegen. Hij bedenkt zich echter en gaat naar het ziekenhuis. Als hij daar hoort dat Samantha Bushey dood is besluit hij naar de propaan/drugs opslagplaats te gaan om dit aan bewaarder, Phil Bushey te vertellen. Eenmaal daar maakt Sanders door Phil kennis met drugs. Hij besluit zich bij Bushey aan te sluiten en de opslagplaats te verdedigen tegen degene die het propaan en de drugs daar weg willen halen (deze mensen worden de bittere mannen genoemd door Phil). Als Rennies agenten naar de opslagplaats komen lokken Andy en Phil hen in een nederlaag. Ze weten veel agenten te doden maar worden ten slotte onder schot gehouden door agent Mel Searles. Vlak voordat Mel hen doodschiet blazen ze de opslagplaats op met een detonator. Dit veroorzaakt de grote brand in Chester's Mill. Sanders is tevens de enige persoon van de hoofdpersonen die niet mee doet in de serie.
Eric 'Rusty' Everett - De praktijkondersteuner en arts van het Cathy Russell ziekenhuis, te Chester's Mill. Na de dood van hoofddokter Haskell is Everett de voornaamste arts. Everett staat al snel aan Barbara's kant. Als Barbara opgesloten zit is hij degene die het kastje dat de koepel opwekt ontdekt. Als Rennie, die een zeer zwak hart heeft, een hartaanval krijgt besluit Everett hem te chanteren. Als Rennie aftreedt als eerste wethouder krijgt hij een werkend medicijn tegen de hartritme stoornissen. Rennie laat hem hierom arresteren en beschuldigt hem van medeplichtigheid aan 'Barbara's misdaden'. Everett wordt bijna doodgeschoten door Junior Rennie als deze Barbara wil doodschieten, maar wordt op tijd gered door twee verzetsstrijders. Hij wordt naar een schuilplaats gebracht en overleeft de kort daarna volgende ramp. Als de koepel opgeheven wordt verlaat hij Chester's Mill.
Junior Rennie - De zoon van James Rennie. Junior was betrokken bij een vechtpartij met Barbara en koestert sindsdien een hartgrondige haat voor hem. Junior heeft een hersentumor (dit weet aanvankelijk niemand) en krijgt daardoor zware hoofdpijn en gewelddadige (en later necrofiele) opwellingen. In deze opwellingen vermoordt hij Angie McCain en Dodee Sanders. Hij bewaart hun lijken in de voorraadkamer van de familie McCain en merkt dat hij zich een stuk beter voelt wanneer hij bij zijn 'vriendinnen' is en zich seksueel met hen amuseert. Later helpt hij zijn vader met het vermoorden van Lester Coggins. Hij wordt samen met zijn vrienden opgenomen in het politiekorps van Chester's Mill en gaat daar hardhandig te keer. Als hij ontdekt dat zijn vader ook een moord gepleegd heeft helpt hij hem de schuld op Barbara te schuiven. Terwijl Barbara nog vastzit valt Junior in weer zo'n opwelling agent Henry Morrison aan. Morrison brengt Junior omdat hij zich vreemd gedraagt naar het ziekenhuis. Daar wordt een hersentumor geconstateerd. Junior denkt dat dit onderdeel is van een groot complot waar zijn vader en Barbara grote rollen in spelen, en dat ze hem op een of andere manier hebben vergiftigd zoals ´die Russische kerel in Engeland´. Hij wil ze allebei vermoorden en gaat eerst naar de gevangenis om Barbara te vermoorden. Hij schiet hierbij drie agenten dood en wil dan Everett doodschieten. Barbara leidt hem echter af en Junior begint op hem te schieten. Vlak voordat hij Barbara dood kan schieten wordt hij zelf doodgeschoten door verzetsstrijdster Jackie Wettington.
Peter Randolph - Randolph is een agent die door Grote Jim Rennie tot opvolger van de overleden commissaris Duke Perkins wordt benoemd. Hij is een goede, maar behoorlijk luie agent. Hij is een besluiteloze slechte leider, en doet daarom altijd precies wat Grote Jim Rennie zegt. Randolph wordt door Grote Jim omschreven als 'een man naar mijn hart'. Randolph gaat met onder andere Freddy Denton en Melvin Searles op zoek naar Phil Bushey en Andy Sanders, om hen te arresteren. Hij is een van de laatste staanden. Maar wanneer hij geraakt wordt door de kalasjnikov van Andy Sanders, smeekt hij om zijn leven en beweert dat hij helemaal niet doet wat Grote Jim wil. Sanders zegt dat hij zo meteen aan tafel zit met Jezus en schiet hem dood.
Julia Shumway - De hoofdredactrice van de plaatselijke krant, de Democrat. Shumways krant levert felle kritiek op James Rennie. Al snel is Shumway op de hand van Barbara en helpt ze hem veel (ze krijgt later zelfs een liefdesaffaire met hem). Als Barbara opgesloten zit laat Rennie het kantoor van de Democrat (tevens haar huis) platbranden. Shumway neemt daarom haar intrek bij tweede wethouder, Andrea Grinnell. Ze sluit zich al snel aan bij de plaatselijke verzetsbeweging en moet daarom ook onderduiken. Ze overleeft de brand van Chester's Mill. Als de lucht onder de koepel steeds giftiger wordt besluit Shumway samen met Barbara en Sam Verdreaux een laatste poging te ondernemen om de koepel te laten verdwijnen. Ze gaat naar het kastje en raakt het aan. Hierdoor bevindt ze zich in een grote ruimte met een 'leerkop' (zo worden de makers van de koepel genoemd) en smeekt deze de koepel weg te halen. Ze weet de vrouwelijke leerkop te overtuigen en de koepel wordt opgeheven, waarna Shumway Chester's Mill verlaat.
Carter Thibodeau - Een vriend van Junior Rennie. Voor de komst van de koepel is hij een monteur. Daarna wordt hij met zijn vrienden in het politiekorps opgenomen. Thibodeau misbruikt zijn positie door aan de groepsverkrachting van Samantha Bushey mee te doen. James Rennie bewondert Thibodeau om zijn vindingrijkheid en stelt hem daarom aan tot zijn adjudant. Thibodeau moet voor Rennie mensen ondervragen en schaduwen. Als de grote brand uitbreekt vlucht Thibodeau met Rennie naar de schuilkelder onder het gemeentehuis. Als het propaan begint op te raken, besluit Thibodeau Rennie te vermoorden om zo langer te kunnen overleven. Rennie lijkt dit te aanvaarden en vraagt Thibodeau om nog een laatste gebed in het donker. Als Thibodeau het licht uit doet valt Rennie hem aan met een keukenmes. Hij snijdt Thibodeau open en schiet hem daarna dood.
Joe 'De Vogelverschrikker' McClatchey - Joe McClatchey is een skater die veel optrekt met Bennie Drake en Norrie Calvert. Als de koepel is gevallen heeft hij de theorie dat deze opgewekt wordt door mensen van buitenaf. Daarom nodigt McClatchey de burgers uit voor een demonstratie die ook plaatsvindt. McClatchey staat al snel aan Barbara's kant en krijgt van hem de opdracht de koepelbron te zoeken met een geigerteller. Ze komen hierbij op een punt waar erg veel straling is en vertellen dit aan Eric Everett. Deze ontdekt vervolgens het kastje dat de koepel opwekt. McClatchey wordt later een van de jongste leden van de verzetsbeweging in Chester's Mill. Vandaar dat hij ook naar de schuilplaats moet. McClatchey overleeft de brand en verlaat Chester's Mill wanneer de koepel opgeheven wordt.

## Bijpersonen
Angie McCain - Hoewel zij al vroeg in het boek sterft, is ze de oorzaak van Barbara's problemen. Ze probeerde hem te verleiden en toen dit mislukte, beschuldigde ze hem van verkrachting. Duke Perkins heeft al snel door dat ze liegt en ontmaskert haar. Hierdoor komt haar vriendje Frank DeLesseps, en via hem vader en zoon Rennie, echter in conflict met Barbara. Een conflict dat onder de koepel steeds verder escaleert. Dit maakt ze niet meer mee, omdat Junior haar op Dome Day in een door zijn tumor veroorzaakte vlaag van gewelddadigheid vermoordt.
Andrea Grinnell - Andrea Grinnell is de tweede wethouder van Chester's Mill. Ze was een keer gevallen, en om de pijn te verminderen gaf dokter Ron Haskell haar een drug die de pijn helpt te stoppen. Grinnell raakt verslaafd aan deze drug en heeft vaak last van enige bijwerkingen. Grinnell ontvangt de 'Darth Vader'-map van Julia Shumway haar hond, leest deze en stapt hiermee naar de gemeentevergadering. Als ze eenmaal daar is, de volle aandacht heeft en begint over Brenda Perkins, neemt de drug haar weer over. Hierbij ziet Aidan Appleton dat Grinnell een geweer bij zich had, dat uit haar tas viel en bedoeld was om Grote Jim neer te schieten, en hierdoor veroorzaakt ze een waar pandemonium. Mensen beginnen te gillen, worden neergeschoten of plegen zelfmoord. Grinnell probeert weg te komen, maar wordt in het voorbijgaan neergeschoten door Carter Thibodeau.
Brenda Perkins - De weduwe van politiechef Duke Perkins. Ze realiseert zich dat wijlen haar man een dossier bijhield over Rennie's duistere zaakjes, en probeert Rennie met deze kennis te dwingen terug te treden. Omdat ze de vergissing begaat alleen naar zijn huis te gaan, kan Rennie haar ongestraft vermoorden.
Frank DeLesseps - Frank is verloofd met Angie McCain, maar komt door haar avances naar Dale Barbara met deze laatste in conflict. Hij wordt bij het vallen van de koepel tot 'special deputy' benoemd door Rennie, en neemt met zijn vrienden deel aan de groepsverkrachting van Sammy Bushey. Hij heeft er niet het flauwste benul van dat Junior zijn vriendin heeft vermoord en slikt voor zoete koek Rennie's leugen dat Dale Barbara de dader was. Wanneer hij Georgia in het ziekenhuis opzoekt, schiet Sammy hem uit wraak dood.
Melvin Searles - Een monteur en vriend van Frank DeLesseps. Hij treedt eveneens toe tot het politiekorps, waarna hij samen met zijn vrienden de stad terroriseert en Sammy Bushey verkracht. Nadien moet hij met Pete Randolph en een aantal andere agenten het propaan op Chef Bushey en Andy Sanders veroveren. Hij weet hen neer te schieten, maar komt om bij de explosie.
Georgia Roux - Een werkloze kapster vriendin van Carter Thibodeau. Ze treedt met Carter, Junior, Mel en Frank als special deputy toe tot het politiekorps. Tijdens de verkrachting van Sammy Bushey moedigt ze de mannen aan met de woorden 'Doe het met die hoer!'. Bij het supermarktoproer wordt een steen naar haar gegooid waardoor ze met een gebroken kaak en zonder tanden naar het ziekenhuis moet. Daar schiet Sammy haar uit wraak samen met Frank dood.
Samantha (Sammy) Bushey - Sammy Bushey is de echtgenote van Phil Bushey en de moeder van Little Walter Bushey. Na het verdwijnen van haar man houdt ze regelmatig wilde feestjes in haar trailer, verkoopt ze drugs, en onderhoudt ze een lesbische relatie met Dodee Sanders. De special deputies dringen op een nacht haar trailer binnen en verkrachten haar, aangemoedigd door Georgia Roux, omdat ze 'brutaal' is geweest. Ze belandt hierdoor in het ziekenhuis. Wanneer haar ter ore komt dat Georgia Roux ook in het ziekenhuis ligt, steelt ze een pistool en schiet Georgia Roux en Frank DeLesseps dood, waarna ze zelfmoord pleegt. Little Walter wordt door Thurston meegenomen en overleeft de koepel.
Phil (Chef) Bushey - De man van Sammy Bushey. Iedereen denkt dat hij Sammy heeft verlaten, maar in werkelijkheid bereidt hij crystal meth voor de drugshandel van Andy Sanders, Jim Rennie, en dominee Coggins. Dit levert hem de bijnaam 'Chef' op. Zelf volledig verslaafd raakt hij in een godsdienstige trance waarin hij Andy Sanders meesleept, en waarin hij meent de meth en het propaan te moeten verdedigen tegen de 'bittere mannen'. Uiteindelijk worden hij en Sanders door de politie overmeesterd, maar stervend brengen ze de ondermijnde propaanvoorraad tot explosie.
Oliver (Ollie) Dinsmore - Ollie is een van de zonen uit de boerenfamilie Dinsmore. Hij verliest zijn beide ouders en broer door de koepel, en blijft alleen op de boerderij achter. Wanneer het propaan ontploft en het vuur nabij komt, weet hij te overleven door met een zuurstoffles onder een berg aardappelen in zijn kelder te kruipen.
Jackie Wettington - Een politieagente. Aanvankelijk doet ze gewoon haar werk maar Rennie's methoden zetten haar aan het twijfelen. Wanneer Rennie en Pete Randolph genoeg nieuwe manschappen hebben, ontslaan ze haar waarna ze zich bij het verzet aansluit en Rusty en Barbara helpt bevrijden. Ze is een van de 26 overlevenden.
Linda Everett - Zij is eveneens een politieagente en wordt direct ontslagen wanneer haar man gearresteerd wordt. Ze sluit zich met Jackie bij het verzet en helpt bij de bevrijding van Barbara en haar man. Ook zij overleeft de koepel.
Thurston Marshall, Carolyn Sturges, Aidan Appleton, Alice Appleton - Zij worden gevonden wanneer de politie het westen van de gemeente ontruimt omdat het leger daar een kruisraket op de koepel zal afvuren. Thurston is een professor die een liefdesrelatie heeft met zijn studente Carolyn en zich met haar terugtrok in een liefdesnestje. De kinderen Aidan en Alice waren met vakantie en werden door de koepel van hun moeder gescheiden toen die boodschappen deed. Thurston en Carolyn vormen een soort surrogaat-vader en -moeder voor de kinderen, terwijl Thurston zich tevens nuttig maakt in het ziekenhuis. Thurston heeft al vanaf het begin een grote hekel aan het politiekorps, en sluit zich aan bij Barbara nadat Freddy Denton, een politieagent, Carolyn per ongeluk doodschiet. Nadien overlijden Aidan en hij door zuurstofgebrek. Alice overleeft.
Lester Coggins - De fanatiek gelovige dominee. Hij doet mee met de methhandel en rechtvaardigt dit met het argument dat het verdiende geld gebruikt wordt voor de verspreiding van het geloof. Hij ziet het vallen van de koepel als een straf van God, en hij probeert Rennie te overtuigen met de handel te stoppen. Rennie heeft hier geen zin in en vermoordt Coggins met een vergulde honkbal.
Sam Verdreaux - 'Sloppy Sam' is alcoholist en is de eerste die te maken krijgt met het harde en illegale optreden van de politie. Nadien laat hij zich door Junior Rennie met een fles whiskey omkopen om een steen naar Georgia Roux te werpen bij de supermarktrellen om deze zo aan te wakkeren. Hij overleeft doordat hij in bezit is van een zuurstoffles en -masker, en helpt Julia Shumway en Dale Barbara de leerkop om genade te smeken. Kort na het opheffen van de koepel overlijdt hij.
Rory Dinsmore - Rory Dinsmore is de 14-jarige broer van Ollie Dinsmore. Hij heeft een sterke aanleg voor exacte vakken en meent dat hij de koepel met een geweerschot kan doorbreken, vanwege de enorme impuls die een kogel heeft. In zijn jeugdige overmoed en verlangen de held van het dorp te worden vergeet hij alle voorzichtigheid. Hij rijdt met de tractor naar de grens van de koepel en schiet een kogel af. Helaas voor Rory ketst deze terug, raakt zijn oog en dringt zijn hersenen binnen. Kort nadat hij in het ziekenhuis heeft gelegen, overlijdt hij. Kapot van deze gebeurtenissen (Rory was het 'lievelingetje' van het gezin) plegen zijn beide ouders kort na elkaar zelfmoord en blijft zijn broer Ollie alleen achter.
Freddy Denton - Freddy Denton is een vreemde, kale politieagent. Hij neemt zijn werk op sommige momenten te serieus. Hij schiet onder andere Carolyn Sturges en Clover (de hond van Piper Libby) dood. Als hij meegaat om Andy Sanders en Phil Bushey te arresteren, probeert hij te vluchten doordat Sanders het vuur opent met een kalasjnikov. Als hij bij de studio is, wordt hij doodgeschoten door Phil Bushey.

## Verfilming
In 2013 werd het boek bewerkt tot een televisieserie, met Stephen King en Brian K. Vaughan als uitvoerend producenten. De serie begon als een miniserie van 13 afleveringen, maar is inmiddels uitgegroeid tot een 3 seizoenen tellende reeks. In Amerika wordt de serie uitgezonden op CBS, in Nederland op SBS6 en in Vlaanderen op VIER.